# J. Arthur Seebach, Jr.

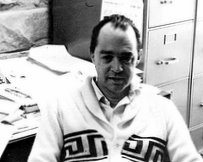
J. Arthur Seebach, en 1987.

J. Arthur Seebach, Jr. (1938-1996) est un mathématicien américain.
Il obtient son Philosophiæ doctor en 1968 à l'université Northwestern. Il rejoint la faculté de mathématiques St. Olaf College (en) en 1965. Il est le rédacteur en chef adjoint de l'American Mathematical Monthly entre 1971 et 1986, et rédacteur en chef du Mathematics Magazine entre 1976 et 1980.

## Publications
- (en) Lynn Arthur Steen et J. Arthur Seebach, Jr., Counterexamples in Topology, New York, Dover Publications, 1978, 244 p. (ISBN 0-486-68735-X, lire en ligne).